# Alaska Airlines

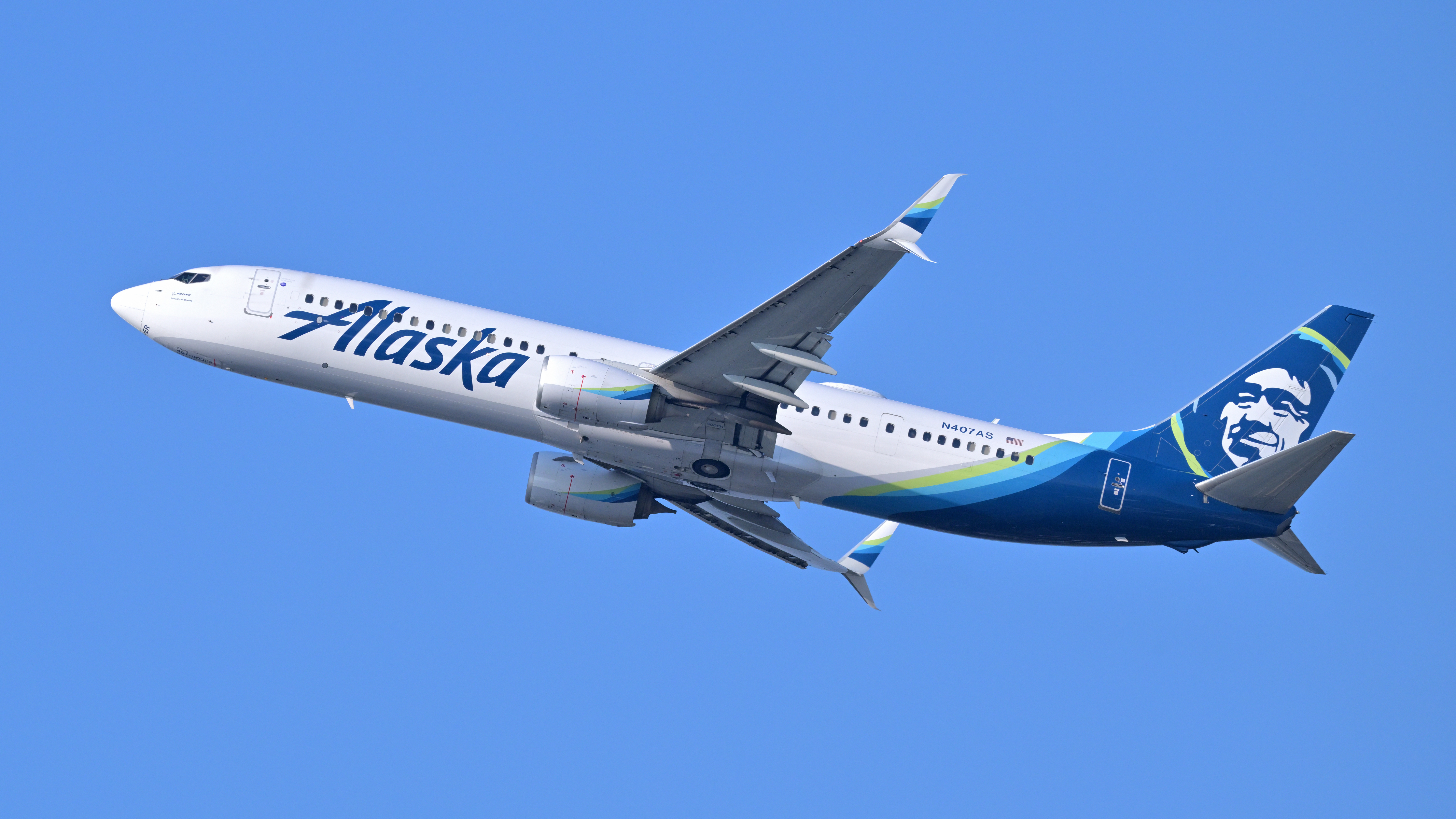
Boeing 737-900ER należący do linii

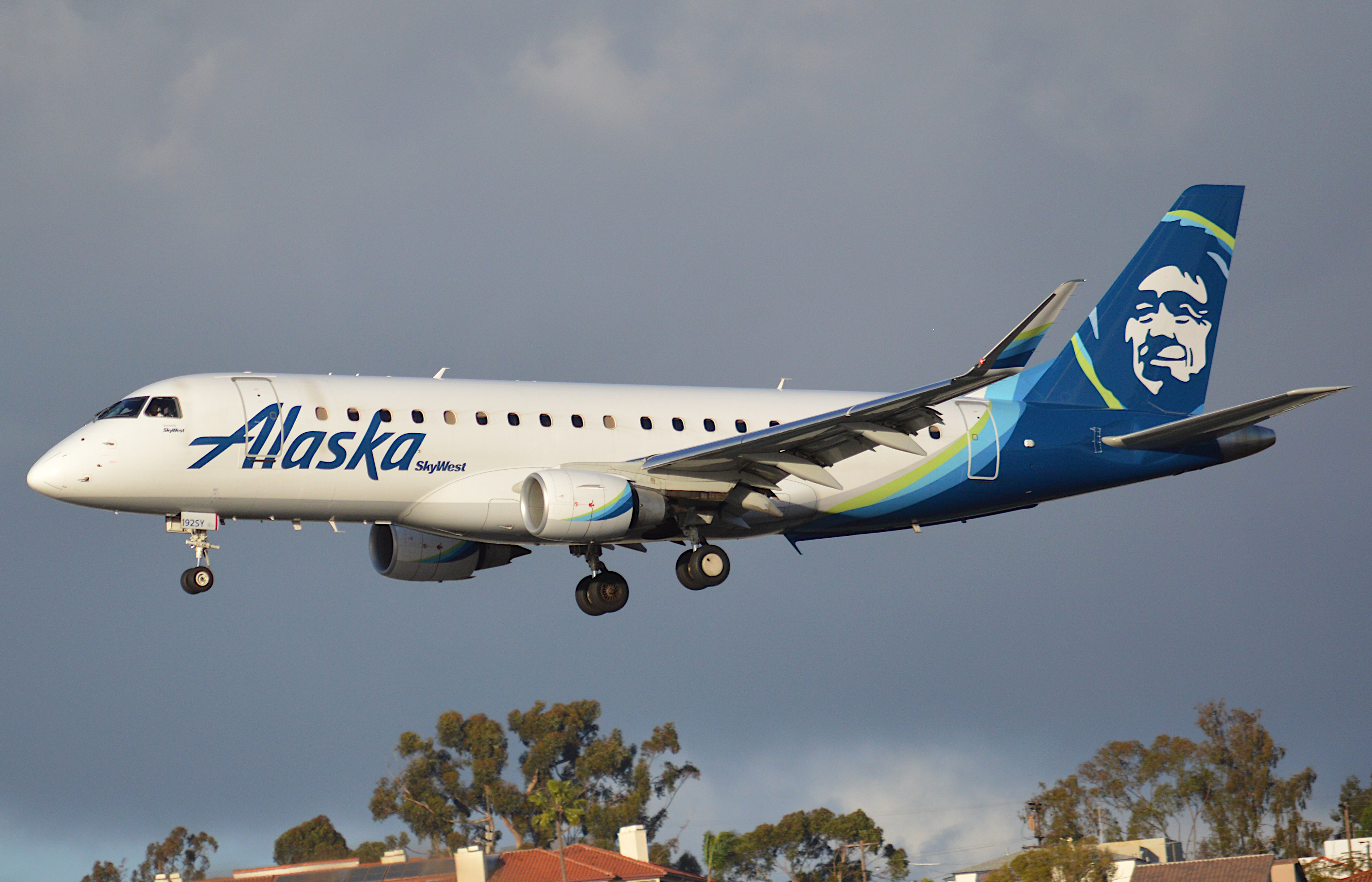
Embraer E175 przewoźnika

Alaska Airlines – amerykańska linia lotnicza z siedzibą w Seattle. Jej głównymi hubami są port lotniczy Seattle-Tacoma i Anchorage. Należy do sojuszu Oneworld. 
W 2024 obsługiwały połączenia w Stanach Zjednoczonych, Kanadzie, regionie Ameryki Środkowej i Wysp Karaibskich. 
Agencja ratingowa Skytrax przyznała liniom trzy gwiazdki.
W grudniu 2023 przewoźnik ogłosił plan przejęcia Hawaiian Airlines za kwotę 1,9 mld dolarów. We wrześniu 2024 amerykański departament transportu zezwolił Alaska Airlines na przeprowadzenie transakcji, która zakończyła się w tym samym miesiącu.

## Powiązania
Alaska Airlines jest głównym podmiotem założonej w 1985 Alaska Air Group. W skład holdingu wchodzą 3 linie lotnicze:
- Alaska Airlines
- Hawaiian Airlines
- Horizon Air

## Flota
Według stanu na lipiec 2025 flota Alaska Airlines składała się z 334 samolotów o średnim wieku 9,0 lat:
| Samolot           | Samolot | Samolot   | Liczba miejsc | Liczba miejsc | Liczba miejsc | Liczba miejsc | Uwagi                             |
| Model             | Aktywne | Zamówione | F             | P             | E             | Łącznie       | Uwagi                             |
| ----------------- | ------- | --------- | ------------- | ------------- | ------------- | ------------- | --------------------------------- |
| Boeing 737-700    | 14      | –         | 12            | 18            | 94            | 124           |                                   |
| Boeing 737-800    | 61      | –         | 12            | 30            | 117           | 159           |                                   |
| Boeing 737-800    | 61      | –         | 12            | 30            | 120           | 162           |                                   |
| Boeing 737-900    | 3       | –         | 16            | 24            | 138           | 178           | Wycofanie planowane do końca 2025 |
| Boeing 737-900ER  | 79      | –         | 16            | 24            | 138           | 178           |                                   |
| Boeing 737 MAX 8  | 8       | –         | 12            | 30            | 117           | 159           |                                   |
| Boeing 737 MAX 9  | 80      | –         | 16            | 24            | 138           | 178           |                                   |
| Boeing 737 MAX 10 | –       | 100       | –             | –             | –             | 190           | Dostawa planowana od 2025         |
| Embraer ERJ-175   | 89      | –         | 12            | 16            | 48            | 76            |                                   |
| Łącznie           | 334     | 100       |               |               |               |               |                                   |